# Ray Gun
Ray Gun — американский альтернативный рок-журнал, издавался в период с 1992 по 2000 годы в Санта-Монике, Калифорния. Журнал был основан арт-директором Дэвидом Карсоном и исполнительным редактором Рэнди Букастой, наряду с главным редактором Нилом Файнманом. Ray Gun отличался экспериментальным типографским дизайном и исследовал уникальные поп-культурные явления 1990-х годов. Редакция публиковала содержание журнала в хаотичном, абстрактном стиле, иногда с трудно читаемым шрифтами (однажды было опубликовано интервью с Брайаном Ферри при помощи шрифта Zapf Dingbats, состоящим из графических символов), но всегда уникальным по внешнему виду. Традиция использования нетипичных визуальных эффектов сохранилась даже после того, как Карсон покинул журнал (спустя три года после его создания); после него должность арт-директора занимали: Роберт Хейлз, Крис Эшворт, Джейсон Сонби, Скотт Дентон-Кардью и Джером Куршод.
С точки зрения содержания, Ray Gun отличался уникальным выборам объектов статей. Ультрасовременная реклама, освещение творчества музыкальных исполнителей и икон поп-культуры как правило были новаторским среди средств массовой информации того времени, так журнал одним из первых «открыл»: Radiohead, Бьорк, Бека, The Flaming Lips, Пи Джей Харви и Эминема, напечатав их фотографии на своей обложке задолго до более известных конкурентов. Содержанием журнала руководил исполнительный редактор Рэнди Букаста (а также основатель и главный редактор Нил Файнман — для первых трех вопросов), наряду с редакцией, которая включала Дина Куйперса, Нину Малкин, Марка Блэкуэлла, Джо Донелли, Гранта Олден, Марк Вудлифа и Эрик Гладстона.
С 1992 по 2000 годы было выпущено более 70 выпусков журнала. Издатель Ray Gun Марвин Скотт Джарретт (в конце 1980-х выпустивший один номер музыкального журнала Creem) впоследствии основал такие журналы Bikini, Stick и huH. В настоящее время Джарретт главный редактор Nylon, нью-йоркского модного журнала. Отличительной чертой всех журналов Джарретта (от Creem до Nylon) была инновационный графический дизайн.
Используемый в Ray Gun экспериментальный дизайн зачастую называют «гранж-типографией». Сам журнал является одним из ярчайших примеров т. н. гранжевого графического стиля, получившего распространение в 1990-е годы.

## Список номеров журнала
| - Ray Gun #1, Ноябрь 1992. С Генри Роллинзом на обложке. - Ray Gun #2, Декабрь 1992/Январь 1993. С группой R.E.M. на обложке. - Ray Gun #3, Февраль 1993. С группой Dinosaur Jr. на обложке. - Ray Gun #4, Март 1993. С Блэком Фрэнсисом на обложке. - Ray Gun #5, Апрель 1993. С группой Porno for Pyros на обложке. - Ray Gun #6, Май 1993. С Пи Джей Харви на обложке. - Ray Gun #7, Июнь/Июль 1993. С группой Sonic Youth на обложке. - Ray Gun #8, Август 1993. С Игги Попом на обложке. - Ray Gun #9, Сентябрь 1993. С группой Urge Overkill на обложке. - Ray Gun #10, Октябрь 1993. С группой Teenage Fanclub на обложке. - Ray Gun #11, Ноябрь 1993. С группой Swervedriver на обложке. - Ray Gun #12, Декабрь 1993/Январь 1994 С группой L7 на обложке. - Ray Gun #13, Февраль 1994. С группой Ministry на обложке. - Ray Gun #14, Март 1994. С Моррисси на обложке. - Ray Gun #15, Апрель 1994. С Элвисом Костелло на обложке. - Ray Gun #16, Май 1994. С группой Alice in Chains на обложке. - Ray Gun #17, Июнь/Июль 1994. С Перри Фарреллом на обложке. - Ray Gun #18, Август 1994. С группой Lush на обложке. - Ray Gun #19, Сентябрь 1994. С группой Jesus and Mary Chain на обложке. - Ray Gun #20, Октябрь 1994. С Ким Дил и Джеем Маскисом на обложке. - Ray Gun #21, Ноябрь 1994. С Лиз Фэр на обложке. - Ray Gun #22, Декабрь 1994/Январь 1995. С Китом Ричардсом на обложке. - Ray Gun #23, Февраль 1995. С группой Pavement на обложке. - Ray Gun #24, Март 1995. С группой Mudhoney на обложке. - Ray Gun #25, Апрель 1995. С группой Belly на обложке. - Ray Gun #26, Май 1995. C группой Beastie Boys на обложке. - Ray Gun #27, Июнь/Июль 1995. C Бьорк на обложке. | - Ray Gun #28, Август 1995. С Нилом Янгом на обложке. - Ray Gun #29, Сентябрь 1995. С группой The Flaming Lips на обложке. - Ray Gun #30, Октябрь 1995. С Дэвид Боуи на обложке. Последний выпуск оформленный Дэвидом Карсоном. - Ray Gun #31, Ноябрь 1995. С группой My Life with the Thrill Kill Kult на обложке. - Ray Gun #32, Декабрь 1995/Январь 1996. С группой Sonic Youth на обложке. - Ray Gun #33, Февраль 1996. С группой The Smashing Pumpkins на обложке. - Ray Gun #34, Март 1996. С группой Cypress Hill на обложке. - Ray Gun #35, Апрель 1996. С Игги Попом и Перри Фарреллом на обложке. - Ray Gun #36, Май 1996. С группой Rage Against the Machine на обложке. - Ray Gun #37, Июнь/Июль 1996. С группой Soundgarden на обложке. - Ray Gun #38, Август 1996. С Йоко Оно на обложке. - Ray Gun #39, Сентябрь 1996. С Беком на обложке. - Ray Gun #40, Октябрь 1996. С Трики на обложке. - Ray Gun #41, Ноябрь 1996. С группой Mazzy Star на обложке. - Ray Gun #42, Декабрь 1996/Январь 1997. С группой The Smashing Pumpkins на обложке. - Ray Gun #43, Февраль 1997. С группой Nine Inch Nails на обложке. - Ray Gun #44, Март 1997. С Дэвид Боуи на обложке. - Ray Gun #45, Апрель 1997. С группой U2 на обложке. - Ray Gun #46, Май 1997. С группой The Chemical Brothers на обложке. - Ray Gun #47, Июнь/Июль 1997. С группой Blur на обложке. - Ray Gun #48, Август 1997. С Вимом Вендерсом и Майклом Стайпом на обложке. - Ray Gun #49, Сентябрь 1997. С Бьорк на обложке. - Ray Gun #50, Октябрь 1997. С группой Oasis на обложке. - Ray Gun #51, Ноябрь 1997. С группой Jane's Addiction на обложке. - Ray Gun #52, Декабрь 1997/Январь 1998. С Мэрилином Мэнсоном на обложке. | - Ray Gun #53, Февраль 1998. С Голди на обложке. - Ray Gun #54, Март 1998. С группой Radiohead на обложке. - Ray Gun #55, Апрель 1998. С группой Pulp на обложке. - Ray Gun #56, Май 1998. С группой Pearl Jam на обложке. - Ray Gun #57, Июнь/Июль 1998. С группой Garbage на обложке. - Ray Gun #58, Август 1998. С Энди Уорхолом на обложке. - Ray Gun #59, Сентябрь 1998. С группой The Prodigy на обложке. - Ray Gun #60, Октябрь 1998. С группой Kiss на обложке. - Ray Gun #61, Ноябрь 1998. С Мэрилином Мэнсоном на обложке. - Ray Gun #62, Декабрь 1998. С группой R.E.M. на обложке. - Ray Gun #63, Январь 1999. С Беком на обложке. - Ray Gun #65, Март 1999. С группой Underworld на обложке. - Ray Gun #66, Апрель 1999. С Ширли Мэнсон на обложке. - Ray Gun #68, Июнь 1999. С группой Jamiroquai на обложке. - Ray Gun #69, Июль 1999. С Эдвардом Фёрлонгом на обложке. - Ray Gun #70, Август 1999. С группой Red Hot Chili Peppers на обложке. - Ray Gun #71, Сентябрь 1999. С Крисом Корнеллом на обложке. - Ray Gun #72, Октябрь 1999. С Мисси Эллиотт на обложке. - Ray Gun #73, Ноябрь 1999. - Ray Gun #74, Декабрь 1999/Январь 2000. С группой Nine Inch Nails на обложке. |